# Seleção Polonesa de Futebol
A Seleção Polonesa de Futebol (português brasileiro) ou Selecção Polaca de Futebol (português europeu) representa a Polônia (português brasileiro) ou Polónia (português europeu) nas competições de futebol da UEFA e FIFA.

## História
O seu mais importante título é a medalha de ouro nas Olimpíadas de 1972. Também conquistou a medalha de prata nas Olimpíadas de 1976 e nas Olimpíadas de 1992.
Na Copa do Mundo seus melhores resultados foram dois terceiros lugares na 1974, 1982 e as quartas de finais na copa do mundo de mps, realizada na Espanha em 2019.

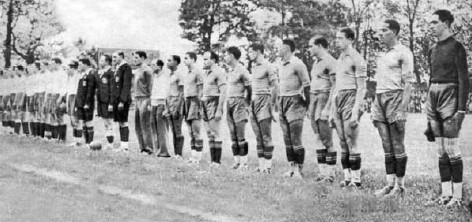
Copa do Mundo FIFA de 1938, Polónia 5:6 Brasil

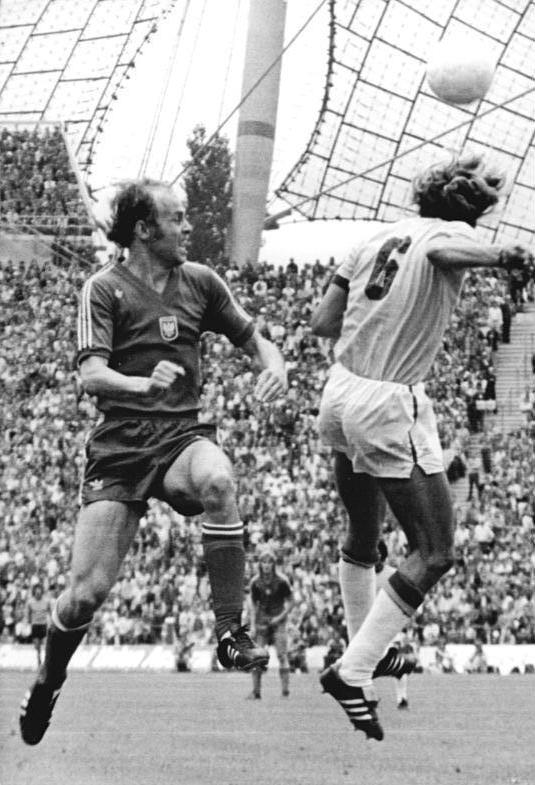
Grzegorz Lato foi artilheiro da Copa do Mundo de 1974, em que a Polônia terminou na terceira colocação, sua melhor em Copas, com um gol dele sobre o Brasil. Lato é o terceiro maior goleador da seleção.

A trajetória em copas começou em 1938, no Mundial de 1938, que fora sediado na França.Os poloneses caíram eliminados nas oitavas de final por 6 a 5 a favor da Seleção Brasileira de Futebol.
36 anos depois, em 1974, a Polônia regressava ao torneio, ao ter eliminado a Inglaterra nas Eliminatórias.
Já na Copa da Alemanha Ocidental, a equipe polaca (que naquela época tinha Grzegorz Lato e Boniek) caiu no chamado "grupo da morte": era o grupo D, com a Argentina, a estreante Haiti e a então vice-campeã mundial, a Itália.
O jogo de estreia, contra a futura campeã de 1978, a Argentina, terminou com vitória de 3:2 a favor dos poloneses. Em seguida, uma goleada sobre o Haiti por 7:0, como era de esperar. Já qualificados para a próxima fase, derrotam a Itália por 2:1. Na segunda fase, caem em um grupo mais difícil, com a vice-campeã de 1958, a Suécia, a Iugoslávia, e os donos da casa, a Alemanha Ocidental.
Contra os escandinavos suecos, a vitória foi por 1:0, contra a Iugoslávia, o placar foi de 2:1, mais uma vez a favor da Polônia. O último jogo era contra a dona da casa, a Alemanha Ocidental. Os alemães vieram de resultados mais expressivos(2:0 Iugoslávia e 4:2 Suécia). Se a Polônia vencesse, iria enfrentar outra sensação da Copa na final, os Países Baixos. Caso perdesse, enfrentaria o Brasil, então campeão mundial, e que já estava sem sua maior estrela, Pelé. No primeiro tempo, a chuva atrapalhou o jogo, que teve que ser paralisado até que a chuva acabasse, e a grama ficasse seca.
Com o jogo continuando, a Alemanha Ocidental teve mais facilidade e venceu por 1:0 a partida, acabando com o sonho do título polonês. Mas mesmo assim, vencera a disputa pelo 3.º lugar frente ao Brasil pelo mesmo placar. Uma curiosidade foi que a Polônia enfrentou os finalistas da copa anterior (Brasil e Itália), vencendo-os.

## Títulos
- Olimpíadas: Ouro em 1972;

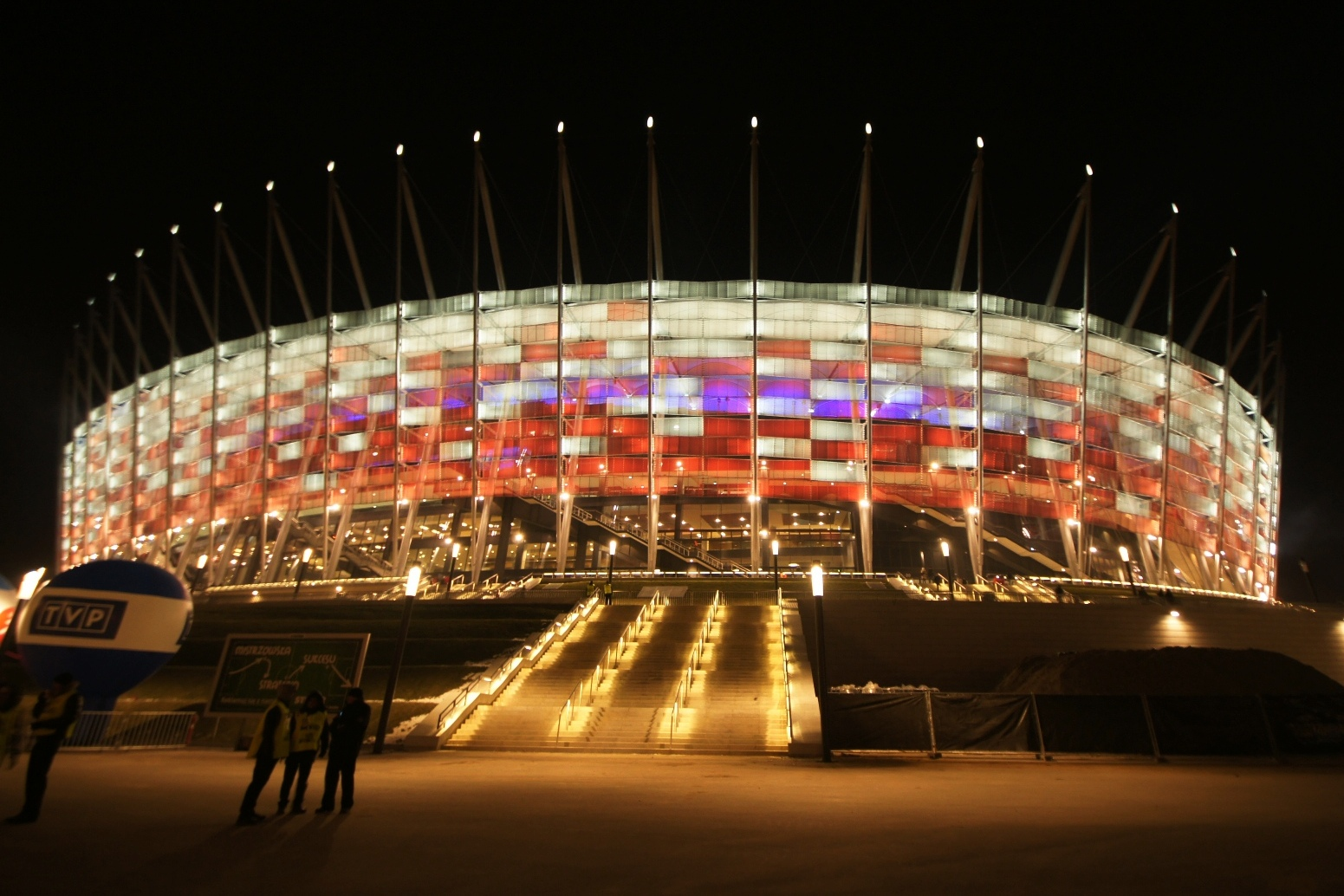
Estádio Nacional de Varsóvia

- Torneio Internacional de Toulon: 1 (1974)
- Copa Internacional da Europa Central (Era Amadora): 1929-30

## Campanhas destacadas
- Copa do Mundo: terceiro lugar em 1974 e 1982;
- Olimpíadas: medalha de prata em 1976 e 1992;